# وردينج
الوَرْدِينَج أو وَذَمَةُ المُلْتَحِمَة (بالإنجليزية: chemosis)‏ هو تورم (أو وذمة) في الملتحمة. وهو ناتج عن نَضْحٍ من شعيرات دموية مُنْفِذَة بشكل غير طبيعي. وغالباً ما تتضخم العين كثيراً، وهو ما يصعّب أو يمنع التغميض.

## راجع أيضاً
- التهاب الملتحمة